# I Touch Myself
"I Touch Myself" (Português: Eu me toco) é uma canção de pop rock lançada pela banda australiana Divinyls em 1990. Escrita pelos dois membros fixos da banda - a vocalista Christina Amphlett e o guitarrista Mark McEntee - e por Tom Kelly e Billy Steinberg, dupla de compositores estadunidenses responsáveis por vários sucessos da década de 1980, a canção causou controvérsia nos países de língua inglesa por ter como tema a masturbação feminina.
Parte da letra de "I Touch Myself", - o primeiro verso e o refrão -, estava originalmente escrita num caderno de Steinberg. Assim que leu aquele pedaço da letra no caderno, Amphlett decidiu transformá-la em canção. No dia seguinte, os dois se juntaram à McEntee e Kelly para escreverem o resto da canção. Aquilo era bastante incomum, já que Kelly e Steinberg quase nunca compõem com o auxílio de mais de uma pessoa.

## Sucesso
O compacto simples de "I Touch Myself" foi originalmente lançado em dezembro de 1990 na Austrália. Mais tarde, naquele mesmo mês, a canção estreou na parada oficial do país, na posição de número trinta e um. Cinco semanas depois, a canção foi para a primeira posição e ali permaneceu durante duas semanas.
No Reino Unido, a canção estreou na posição de número sessenta e nove na parada oficial. Oito semanas depois, atingiu a décima posição, sua maior naquele país. Permaneceria apenas mais quatro semanas na parada.
Quando lançada nos Estados Unidos, a canção causou certa controvérsia, com algumas estações de rádio até se recusando a tocá-la. No entanto, atingiu a quarta posição  na Billboard Hot 100.
Em 2006, a canção foi regravada por Tiffani Wood e conseguiu fazer sucesso de forma moderada na Austrália, atingindo a décima sétima posição na parada oficial.

## Videoclipe
O videoclipe da canção foi dirigido por Michael Bay, futuro diretor de blockbusters hollywoodianos. Apesar de uma bem trabalhada fotografia, o vídeo não segue uma história específica, apenas mostrando cenas coloridas e em preto-e-branco de modelos, Amphlett cantando e McEntee tocando guitarra. A cena mais famosa talvez seja a que Amphlett aparece deitada numa cama cobrindo-se apenas com um lençol. Há também um segundo vídeo, gravado ao vivo na cidade de Nova York.
Foi indicado a três MTV Video Music Awards, incluindo o de Melhor Vídeo do Ano.